# Nathan Francis Mossell
Nathan Francis Mossell (Hamilton, 27 de julho de 1856 – Filadélfia, 27 de outubro de 1946) foi um médico americano que foi o primeiro afro-americano a se formar na Faculdade de Medicina da Universidade da Pensilvânia em 1882. Ele fez treinamento de pós-graduação em hospitais na Filadélfia e Londres. Em 1888, ele foi o primeiro médico negro eleito membro da Sociedade Médica do Condado de Filadélfia na Pensilvânia. Ele era ativo na NAACP e também ajudou a fundar o Frederick Douglass Memorial Hospital and Training School em West Philadelphia em 1895, que ele liderou como chefe de gabinete e diretor médico até se aposentar em 1933. Era casado com Gertrude Bustill Mossell.

## Primeiros anos de vida e educação
Mossell nasceu em Hamilton, Canadá, em 1856, o quarto de seis filhos. Seus pais, Eliza Bowers (1824 – ?) e Aaron Albert Mossell I (1824 – ?), eram descendentes de escravos libertos. De acordo com a autobiografia de Mossell, as histórias de sua mãe sobre a discriminação e as dificuldades que suas famílias enfrentaram fortaleceram a determinação de seus próprios filhos de ter sucesso. O avô materno de Mossell resistiu a todas as tentativas de seu dono de fazê-lo trabalhar e acabou sendo libertado. Ele se casou e se estabeleceu em Baltimore, mas toda a família, incluindo a mãe de Mossell, que era uma criança na época, foi deportada para Trinidad. O avô paterno de Mossell, que havia sido transportado da costa da África Ocidental, conseguiu comprar sua liberdade e a de sua esposa. Ele também se estabeleceu em Baltimore, onde o pai de Mossell nasceu.
Os pais de Mossell se conheceram e se casaram em Baltimore depois que a família de sua mãe retornou de Trinidad. Seu pai aprendeu o ofício de fabricação de tijolos e economizou dinheiro suficiente para comprar uma casa. Após o nascimento de seu terceiro filho, o casal decidiu se mudar para o Canadá, pois negros livres eram proibidos de serem educados em Maryland e eles queriam educação para seus filhos. Eles venderam sua casa em Baltimore e se estabeleceram em Hamilton, Ontário. Seu pai comprou um pedaço de terra com argila e montou sua própria olaria.
Os irmãos de Mossell eram os seguintes:
- May (1848 - ?) nasceu em Maryland.

- Charles (1850 - ) nasceu em Maryland. Ele se formou na Universidade Lincoln e estudou teologia em Boston, mais tarde se tornando um missionário no Haiti.

- Boy, (c. 1853 – c. 1870), nasceu em Maryland e morreu em Lockport, Nova York.

- Alvarilla (n. 1857 – ?), nasceu em Hamilton, Canadá. Ela trabalhou com seu irmão Charles como missionária no Haiti.

- Aaron Albert Mossell II (1863–1951), nasceu em Hamilton, Canadá. Ele foi o primeiro afro-americano a se formar na Faculdade de Direito da Universidade da Pensilvânia. Ele se casou com Louisa Tanner (1866–?). Em 1921, sua filha Sadie Tanner Mossell (1898–1989) se tornou a primeira mulher afro-americana a receber um Ph.D. nos Estados Unidos, onde se formou em economia pela Universidade da Pensilvânia.[5]

Durante a Guerra Civil, a família voltou para os Estados Unidos, estabelecendo-se em Lockport, Nova York, onde o pai de Mossell novamente era dono de seu próprio negócio de fabricação de tijolos. Junto com seus irmãos, Mossell frequentou a escola pública local em Lockport. Sua escolaridade tornou-se irregular quando ele começou a trabalhar meio período aos nove anos para seu pai. Ele eventualmente se juntou a seu irmão mais velho Charles na Universidade Lincoln, uma faculdade historicamente negra na Pensilvânia, onde estudou Ciências Naturais, recebendo seu diploma de Bacharel em Artes em 1879.

## Vida posterior e carreira médica

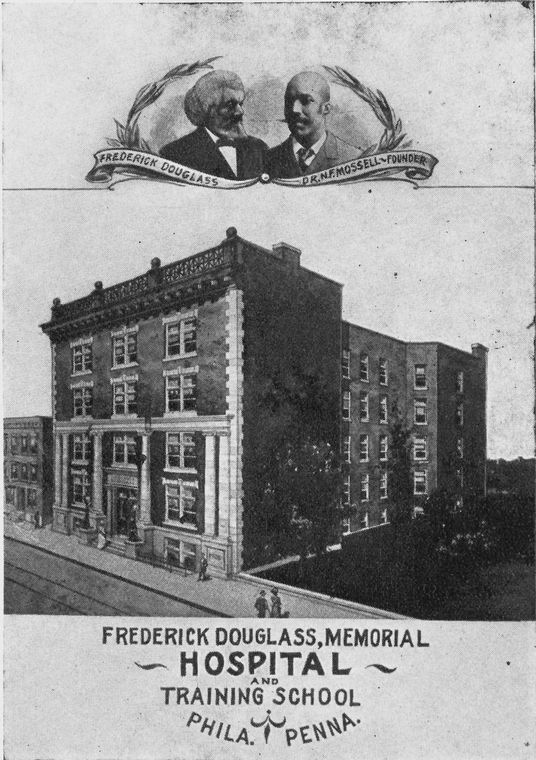
Frederick Douglass Memorial Hospital, que Nathan Mossell ajudou a fundar em 1895

Mossell continuou a estudar na Escola de Medicina da Universidade da Pensilvânia, onde sofreu racismo significativo, graduando-se em 1882 como seu primeiro graduado afro-americano em 1882. Ele fez treinamento de pós-graduação em hospitais na Filadélfia, incluindo o Hospital Universitário da Pensilvânia, e mais tarde no Guy's Hospital, Queen's Hospital e St Thomas' Hospital em Londres.
Após seu retorno aos Estados Unidos, em 1888, Mossell se tornou o primeiro médico negro eleito membro da Sociedade Médica do Condado de Filadélfia. Naquele ano, ele também começou sua prática privada. Em 1895, ele ajudou a fundar o Frederick Douglass Memorial Hospital and Training School em West Philadelphia, servindo como seu chefe de gabinete e diretor médico até sua aposentadoria em 1933.

## Casamento e família
Ele se casou com Gertrude Emily Hicks Bustill (1848–1955), um membro da proeminente família Bustill, em 12 de julho de 1893, na Filadélfia. O casal teve duas filhas, Florence Mossell e Mary Campbell Mossell. Gertrude era filha mestiça de Charles Hicks Bustill (1816–1890), que era de ascendência africana, europeia e lenape, e Emily Robinson. A irmã e o cunhado de Gertrude, Maria Louisa Bustill e William Drew Robeson, eram os pais do cantor, ator e defensor dos direitos civis Paul Robeson.

## Consultório particular
Após se aposentar como diretor do hospital em 1933, Mossell continuou a trabalhar em seu consultório particular, que ele havia aberto em 1888.
Ele morreu em 27 de outubro de 1946, na Filadélfia, aos 90 anos. Acreditava-se que ele era o médico negro mais velho em atividade na época de sua morte.